# 出版品預行編目
出版品預行編目（英語：CIP, Cataloging in Publication），是出版與圖書館學中，對於出版品的基本編目資料。出版品在出版前，需向該國家的國家圖書館等法定送存機構登錄書名頁、版權頁、目次、序、摘要等相關資料，以利編目，編目後需將預行編目資料印在出版品內頁（大多印在版權頁）。

## 範例
下列是印在書本內的CIP資料範例：
| 維基百科大全 / 維基先生作, --初版 --臺北市：基維出版社,2024.12 面 ; 公分 ISBN 978-xxx-xxxxx-x-x (平裝) 1. 百科全書 049.xxxx 1234567890 |

## 外部連結
- （繁體中文）CIP出版品預行編目 （页面存档备份，存于） 中華民國國家圖書館
- （英文）Cataloging in Publication Program （页面存档备份，存于） 美國國會圖書館
- （英文）The Cataloguing-in-Publication Programme (archived 2019) 大英圖書館
- （英文）Cataloguing in Publication Program (archived 2019) 加拿大国家图书馆暨档案馆
- （英文）Cataloguing books for Publishers in India （页面存档备份，存于） by DK Agencies （页面存档备份，存于）